# 天使長米迦勒教堂

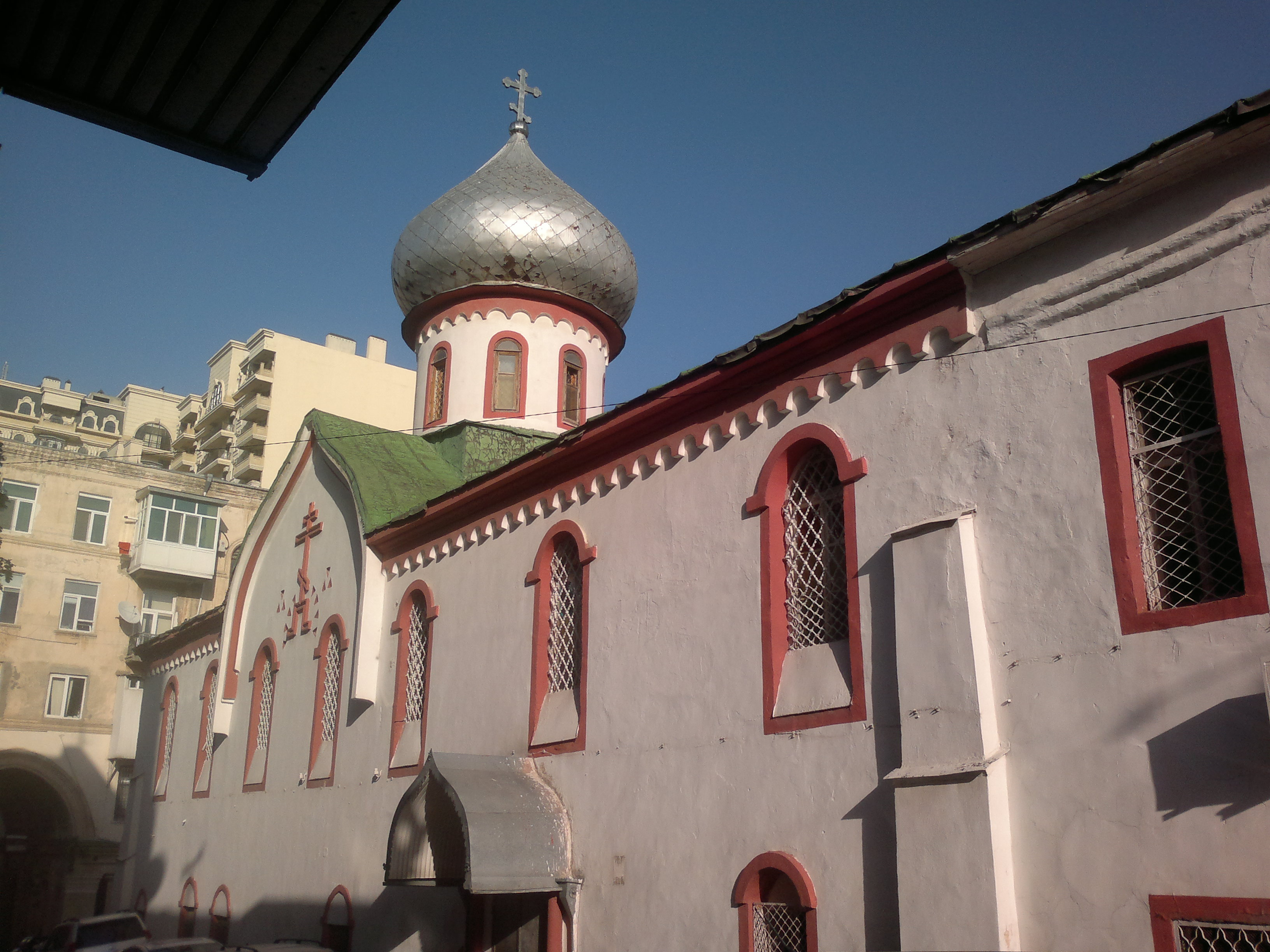
教堂外觀

天使長米迦勒教堂（俄语：Михайло-Архангельский храм）是阿塞拜疆首都巴庫一座東正教教堂，奉祀天使長米迦勒。
教堂建成的日子不詳，但有報導指是1850年。作為裏海艦隊的教堂，教堂也有了艦隊教堂的別稱。教堂建築屬普斯科夫式，並有具有甲板狀的祈禱室。1873年被轉到軍部，1875年轉交教區。1936年因蘇維埃化被關閉。1946年重開。